# نیکانور
نیکانور (به یونانی: Nικάνωρ) صاحب‌منصبی مقدونی و ساتراپ ماد در زمان پادشاهی آنتیگون یکم بود. 

## زندگی
در ۳۲۱ پیش از میلاد او به ساتراپی کاپادوکیه رسید. در نبرد آنتیگون یکم با ائومنس، در رکاب آنتیگون با دشمن جنگید. پس از شکست پیثون در ۳۱۴ پیش از میلاد او به ساتراپی ماد و ساتراپی‌های بالا رسید و تا ۳۱۱ پیش از میلاد که زمان ادعای پادشاهی سلوکوس یکم و آغاز جنگ بابل بود نیز در همین مقام ماند. نیکانور در رأس سپاهی گران به مقابله با سلوکوس شتافت، ولی در کرانهٔ دجله شکست خورد و سپاهیانش از هم گسست. دربارهٔ سرنوشت او اختلاف نظر حاکم است. پاره‌ای نوشته‌اند که توانستند از مهلکه بگریزد و از آنتیگون درخواست یاری کند و گروهی گفته‌اند که در نبرد کشته‌شد.